# 이종휘
이종휘(李鍾徽, 1731년 ~ 1797년)는 본관은 전주(全州), 자는 덕숙(德叔), 호는 수산(修山), 아버지는 병조참판을 지낸 이정철(李廷喆)이다. 조선 후기 양명학자로서 주자학의 폐쇄성을 비판하였으며, 역사서인 『동사(東史)』를 저술하였다.

## 생애
조선시대의 학자로 본관은 전주(全州), 자는 덕숙(德叔), 호는 수산(修山)․각재(覺齋)․인주도인(麟洲道人)․함해당(涵海堂)이다. 1771년 진사가 되었으나, 아들 이동직(李東稷)이 1755년 문과별시(文科別試)에 합격함으로써 대과(大科)에 도전하기를 포기하였다. 1773년 음직(蔭職)으로 관직에 나아가 1758년 옥과현감(玉果縣監)을 지내고, 1792년 공주판관(公州判官)을 지냈다. 우리 나라 역사에 관심이 깊어 문집에 <신라론 新羅論> 등 여러 편의 사론과 아울러 《동사본기》․《동사열전》․《동사연표》 등을 남기고 있어 우리 나라 사학사에서 높은 평가를 받고 있다. 저서로 《수산집》(修山集) 등이 있다.

## 동사
《동사》(東史)는 조선 후기 양명학자 이종휘가 지은 역사 책이다. 고조선부터 고려까지의 역사를 기전체 형식으로 서술한 통사 서적이다. 《동사》는 본기(本紀), 세가(世家), 열전(列傳), 연표(年表), 지(志)로 구성되어 있다.
특히 주자 성리학의 전통적인 역사 인식에서 기자조선을 높게 평가한 것과 달리, 이종휘는 단군조선의 의미를 높게 평가하였다. 한국사의 뿌리는 단군조선으로서, 비록 단군조선이 기자조선에 의해 멸망되었지만, 단군의 후손들이 부여, 예맥, 비류, 옥저 등을 건국하였고, 부여의 후예가 고구려와 백제를 건국하였으므로, 결국 단군의 혈통임을 강조하였다.
이종휘는 기자조선의 의미도 문화적 측면에서 높게 평가하였다. 기자를 통해 중국의 문화가 유입됨으로써 조선이 소중화(小中華)로서 문화 국가가 될 수 있었다고 보고 있다. 하지만 사대주의 성리학자들의 역사관과 달리 이종휘는 기자불신설(箕子不臣說), 즉 상나라 왕족인 기자가 주나라 무왕에게 신하의 예를 갖추지 않았다는 점을 지적함으로써 중국사에 예속되지 않는 조선사의 독자적 의미를 강조하였다.

## 같이 보기
- 동사(東史)
- 단군본기

## 참고 자료 및 링크
《동사》를 한글로 번역한 책은 다음과 같다.
- 이종휘 지음, 김영심 정재훈 역주, 《동사》, 소명출판, 2004년 12월 30일.
- 동사(東史), 《한국민족문화대백과》, 한국학중앙연구원, 1996년 1월 5일.
- 동사(東史) - 두산세계대백과사전